# 이용득
이용득(李龍得, 1953년 9월 13일 ~ )은 한국노총 위원장을 역임한 대한민국의 정치인이다.

## 학력
- 동북중학교 졸업
- 경성고등학교 중퇴
- 덕수정보산업고등학교 졸업
- 성균관대학교 경영대학 경영학 학사

## 경력
- 1986 한국상업은행 노동조합 위원장
- 1998 전국금융노동조합연맹 시중은행협의회 의장
- 중앙노동위원회 심판위원
- 노사정위원회 상무위원
- 전국금융산업노동조합 위원장
- 2004 ~ 2008.02 한국노동조합총연맹 위원장
- 2007.06 FTA국내대책위원회 민간위원
- 2008 제18대 국회의원 선거 한나라당 비례대표 국회의원 예비후보
- 2008 한나라당 탈당
- 2009.05 우리은행 신탁사업단 퇴직연금부문 조사역
- 2011.02 한국노동조합총연맹 위원장
- 2011 민주당 입당
- 2012.05 ~ 2013.05 민주통합당 상임고문
- 2012.07 ~ 2013.05 민주통합당 최고위원
- 2013.05 ~ 2014.03 민주당 최고위원
- 2013.05 ~ 2014.03 민주당 상임고문
- 2014.03 ~ 2014.07 새정치민주연합 최고위원
- 2014.03 ~ 2015.12 새정치민주연합 상임고문
- 2014.10 ~ 2015.12 새정치민주연합 전국노동위원회 위원장
- 2015.02 ~ 2015.12 새정치민주연합 최고위원
- 2015.12 ~ 더불어민주당 상임고문
- 2015.12 ~ 2016.01 더불어민주당 최고위원
- 2015.12 ~ 2016.08 더불어민주당 전국노동위원회 위원장
- 2016년 4월 13일: 대한민국 제20대 국회의원 선거 당선(비례대표, 더불어민주당, 초선)
- 2016.05 ~ 2020.05 제20대 국회의원(비례대표, 더불어민주당, 초선)
  - 2016.06 ~ 2018.05 제20대 국회 전반기 환경노동위원회 위원
  - 2018.07 ~ 2020.05 제20대 국회 후반기 환경노동위원회 위원

## 역대 선거 결과
| 실시년도 | 선거   | 대수 | 직책     | 선거구   | 정당         | 득표수       | 득표율          | 순위          | 당락 | 비고 |
| -------- | ------ | ---- | -------- | -------- | ------------ | ------------ | --------------- | ------------- | ---- | ---- |
| 2016년   | 총선   | 20대 | 국회의원 | 비례대표 | 더불어민주당 | 6,069,744 표 | \| \| 25.54% \| | 비례대표 11번 |      | 초선 |
|          | 25.54% |      |          |          |              |              |                 |               |      |      |

## 소속 정당
| 소속 정당 | 소속 정당      | 소속 기간 | 비고      |
| --------- | -------------- | --------- | --------- |
|           | 한나라당       | 2008      | 정계 입문 |
|           | 무소속         | 2008~2011 | 탈당      |
|           | 민주당         | 2011      | 입당      |
|           | 민주통합당     | 2011~2013 | 합당      |
|           | 민주당         | 2013~2014 | 당명 변경 |
|           | 새정치민주연합 | 2014~2015 | 합당      |
|           | 더불어민주당   | 2015~현재 | 당명 변경 |

## 같이 보기
- 대한민국 제20대 국회의원 선거 더불어민주당 후보 목록#비례대표